# Бишвиллер (кантон)
Бишвиллер (фр. Canton de Bischwiller) — кантон на северо-востоке Франции в регионе Гранд-Эст (бывший Эльзас — Шампань — Арденны — Лотарингия), департамент Нижний Рейн. До 2015 года входил в состав округа Агно. После модификации, проведённой в результате административной реформы в январе 2015 года, кантон входит в состав округа Агно-Висамбур, а количество коммун в его составе с марта 2015 года увеличилось с 21 до 22-х.
По закону от 17 мая 2013 и декрету от 18 февраля 2014 года количество кантонов в департаменте Нижний Рейн уменьшилось с 44 до 23. Новое территориальное деление департаментов на кантоны вступило в силу во время выборов 2015 года.
Начиная с выборов в марте 2015 года, советники избираются по смешанной системе (мажоритарной и пропорциональной). Избиратели каждого кантона выбирают Совет департамента (новое название генерального Совета): двух советников разного пола. Этот новый механизм голосования потребовал перераспределения коммун по кантонам, количество которых в департаменте уменьшилось вдвое с округлением итоговой величины вверх до нечётного числа в соответствии с условиями минимального порога, определённого статьёй 4 закона от 17 мая 2013 года. В результате пересмотра общее количество кантонов департамента Нижний Рейн в 2015 году уменьшилось с 44-х до 23-х.
Советники департаментов избираются сроком на 6 лет. Выборы территориальных и генеральных советников проводят по смешанной системе: 80 % мест распределяется по мажоритарной системе и 20 % — по пропорциональной системе на основе списка департаментов. В соответствии с действующей во Франции избирательной системой для победы на выборах кандидату в первом туре необходимо получить абсолютное большинство голосов (то есть больше половины голосов из числа не менее 25 % зарегистрированных избирателей). В случае, когда по результатам первого тура ни один кандидат не набирает абсолютного большинства голосов, проводится второй тур голосования. К участию во втором туре допускаются только те кандидаты, которые в первом туре получили поддержку не менее 12,5 % от зарегистрированных и проголосовавших «за» избирателей. При этом, для победы во втором туре выборов достаточно простого большинства (побеждает кандидат, набравший наибольшее число голосов).

## Консулы кантона
| Период      | Консул         | Должность                         |
| ----------- | -------------- | --------------------------------- |
| 1945 — 1951 | Camille Wolff  |                                   |
| 1951 — 1964 | Michel Kistler | Мэр коммуны Эрлисайм              |
| 1964 — 1991 | Paul Kauss     | Мэр коммуны Бишвиллер (1959—1989) |
| 1992 — 2015 | Louis Becker   | Мэр коммуны Эрлисайм              |

После реформы 2015 года консулов избирают парами:
| Консулы кантона после реформы 2015 года: | Консулы кантона после реформы 2015 года: | Консулы кантона после реформы 2015 года: | Консулы кантона после реформы 2015 года: |
| Период                                   | Пара консулов                            | Статус                                   | Должность                                |
| ---------------------------------------- | ---------------------------------------- | ---------------------------------------- | ---------------------------------------- |
| 2015 — 2021                              | Denis Hommel                             | LR                                       | Мэр коммуны Оффендорф                    |
| 2015 — 2021                              | Nicole Thomas                            | LR                                       | Консул регионального совета Эльзаса      |

## Географическое положение
Кантон граничит на севере с кантонами Сульц-су-Форе и Сельц округа Висамбур, на востоке с немецким районом Раштатт административного округа Карлсруэ в Баден-Вюртемберге, на юге с кантоном Брюмат округа Страсбур и на западе с кантоном Агно округа Агно-Висамбур.

## История
Кантон был основан 4 марта 1790 года в ходе учреждения департаментов как часть тогдашнего «района Страсбург». С созданием округов 17 февраля 1800 года, кантон по-новому переподчинён, как часть округа Страсбур.
В составе Германской империи с 1871 по 1919 год не было административного деления на кантоны и округа, а была создана единая имперская провинция Эльзас-Лотарингии без административного деления на города и общины.
С 28 июня 1919 года кантон Бишвиллер является частью округа Агно.
С 1940 по 1945 год территория была оккупирована гитлеровской Германией.
В марте 2015 года кантон модифицирован в результате административной реформы, в его состав включена коммуна Кальтенуз из состава кантона Агно, сам кантон оказался в составе нового округа Агно-Висамбур.

## Состав кантона
До 2015 года кантон включал в себя 21 коммуну:
| Код INSEE | Коммуна             | Французское название | Почтовый индекс | Площадь, км² | Население (2013) | Плотность, чел/км² |
| --------- | ------------------- | -------------------- | --------------- | ------------ | ---------------- | ------------------ |
| 67046     | Бишвиллер           | Bischwiller          | 67240           | 17,25        | 12718            | 737,3              |
| 67082     | Далюнден            | Dalhunden            | 67770           | 7,45         | 1010             | 135,6              |
| 67106     | Дрюзенайм           | Drusenheim           | 67410           | 15,73        | 5090             | 323,6              |
| 67140     | Форстфельд          | Forstfeld            | 67480           | 4,9          | 729              | 148,8              |
| 67142     | Форт-Луи            | Fort-Louis           | 67480           | 12,31        | 312              | 25,4               |
| 67194     | Эрлисайм            | Herrlisheim          | 67850           | 14,38        | 4818             | 335,1              |
| 67204     | Энайм               | Hoenheim             | 67800           | 3,42         | 11028            | 3224,6             |
| 67231     | Коффенайм           | Kauffenheim          | 67480           | 2,24         | 211              | 94,2               |
| 67264     | Лётенайм            | Leutenheim           | 67480           | 10,39        | 854              | 82,2               |
| 67319     | Нёйэйзель           | Neuhaeusel           | 67480           | 3,05         | 359              | 117,7              |
| 67345     | Обероффен-сюр-Модер | Oberhoffen-sur-Moder | 67240           | 14,25        | 3419             | 239,9              |
| 67356     | Оффендорф           | Offendorf            | 67850           | 14,22        | 2352             | 165,4              |
| 67405     | Рёшвог              | Roeschwoog           | 67480           | 9,75         | 2291             | 235,0              |
| 67407     | Рорвиллер           | Rohrwiller           | 67410           | 2,95         | 1708             | 579,0              |
| 67409     | Роппенайм           | Roppenheim           | 67480           | 6,88         | 951              | 138,2              |
| 67418     | Рунтсенайм          | Rountzenheim         | 67480           | 6,67         | 1063             | 159,4              |
| 67449     | Ширрен              | Schirrhein           | 67240           | 6,49         | 2212             | 340,8              |
| 67450     | Ширроффен           | Schirrhoffen         | 67240           | 0,63         | 703              | 1115,9             |
| 67465     | Сесенайм            | Sessenheim           | 67770           | 9,18         | 2201             | 239,8              |
| 67472     | Суффленайм          | Soufflenheim         | 67620           | 13,24        | 4946             | 373,6              |
| 67476     | Статматен           | Stattmatten          | 67770           | 3,93         | 689              | 175,3              |

После административной реформы площадь кантона — 183,85 км², численность населения — 51 769 человек (по данным INSEE, 2013), плотность населения — 282 чел/км². В составе кантона 22 коммуны — коммуна Кальтенуз добавлена из состава кантона Агно.
С марта 2015 года в составе кантона 22 коммуны:
| Код INSEE | Коммуна             | Французское название | Почтовый индекс | Площадь, км² | Население (2013) | Плотность, чел/км² |
| --------- | ------------------- | -------------------- | --------------- | ------------ | ---------------- | ------------------ |
| 67046     | Бишвиллер           | Bischwiller          | 67240           | 17,25        | 12718            | 737,3              |
| 67082     | Далюнден            | Dalhunden            | 67770           | 7,45         | 1010             | 135,6              |
| 67106     | Дрюзенайм           | Drusenheim           | 67410           | 15,73        | 5090             | 323,6              |
| 67140     | Форстфельд          | Forstfeld            | 67480           | 4,9          | 729              | 148,8              |
| 67142     | Форт-Луи            | Fort-Louis           | 67480           | 12,31        | 312              | 25,4               |
| 67194     | Эрлисайм            | Herrlisheim          | 67850           | 14,38        | 4818             | 335,1              |
| 67204     | Энайм               | Hoenheim             | 67800           | 3,42         | 11028            | 3224,6             |
| 67230     | Кальтенуз           | Kaltenhouse          | 67240           | 3,72         | 2220             | 596,8              |
| 67231     | Коффенайм           | Kauffenheim          | 67480           | 2,24         | 211              | 94,2               |
| 67264     | Лётенайм            | Leutenheim           | 67480           | 10,39        | 854              | 82,2               |
| 67319     | Нёйэйзель           | Neuhaeusel           | 67480           | 3,05         | 359              | 117,7              |
| 67345     | Обероффен-сюр-Модер | Oberhoffen-sur-Moder | 67240           | 14,25        | 3419             | 239,9              |
| 67356     | Оффендорф           | Offendorf            | 67850           | 14,22        | 2352             | 165,4              |
| 67405     | Рёшвог              | Roeschwoog           | 67480           | 9,75         | 2291             | 235,0              |
| 67407     | Рорвиллер           | Rohrwiller           | 67410           | 2,95         | 1708             | 579,0              |
| 67409     | Роппенайм           | Roppenheim           | 67480           | 6,88         | 951              | 138,2              |
| 67418     | Рунтсенайм          | Rountzenheim         | 67480           | 6,67         | 1063             | 159,4              |
| 67449     | Ширрен              | Schirrhein           | 67240           | 6,49         | 2212             | 340,8              |
| 67450     | Ширроффен           | Schirrhoffen         | 67240           | 0,63         | 703              | 1115,9             |
| 67465     | Сесенайм            | Sessenheim           | 67770           | 9,18         | 2201             | 239,8              |
| 67472     | Суффленайм          | Soufflenheim         | 67620           | 13,24        | 4946             | 373,6              |
| 67476     | Статматен           | Stattmatten          | 67770           | 3,93         | 689              | 175,3              |